# سيزار ياماس
سيزار ياماس (بالإسبانية: César Llamas) هو مدرب كرة قدم ولاعب كرة قدم باراغواياني في مركز الوسط، ولد في 13 يوليو 1985 في سيوداد ديل استي في باراغواي. شارك مع منتخب باراغواي لكرة القدم. أما مع النوادي، فقد لعب مع نادي 3 فبراير.

## وصلات خارجية
- سيزار ياماس على موقع قاعدة بيانات كرة القدم.إي يو (الإنجليزية)
- سيزار ياماس على موقع ناشيونال فوتبول تيمز (الإنجليزية)
- سيزار ياماس على موقع Soccerway.com (الإنجليزية)